# Torrent del Barranc d'Algendar
El torrent del Barranc d'Algendar és el corrent d'aigua més notable a l'illa de Menorca, que no té rius ni llacs. Aquest torrent s'alimenta durant tot l'any de les deus que hi ha al llarg del seu recorregut i desemboca a la cala Galdana.